# Episodi di Willy, il principe di Bel-Air (prima stagione)
La prima stagione della sitcom Willy, il principe di Bel-Air è andata in onda negli USA dal 10 settembre 1990 al 6 maggio 1991 sul canale NBC.
| nº | Titolo originale                                   | Titolo italiano                          | Prima TV USA      | Prima TV Italia   |
| -- | -------------------------------------------------- | ---------------------------------------- | ----------------- | ----------------- |
| 1  | The Fresh Prince Project                           | Willy faccia di bronzo                   | 10 settembre 1990 | 20 settembre 1993 |
| 2  | Bang and Drum, Ashley                              | Violino e batteria                       | 17 settembre 1990 | 21 settembre 1993 |
| 3  | Clubba Hubba                                       | Colpo di fulmine                         | 24 settembre 1990 | 24 settembre 1993 |
| 4  | Not With My Pig, You Don't                         | Non toccatemi il maiale                  | 1º ottobre 1990   | 25 settembre 1993 |
| 5  | Homeboy, Sweet Homeboy                             | Un forno di cugina                       | 8 ottobre 1990    | 23 settembre 1993 |
| 6  | Mistaken Identity                                  | Rei confessi                             | 15 ottobre 1990   | 27 settembre 1993 |
| 7  | Def Poet's Society                                 | Il falso poeta                           | 22 ottobre 1990   | 28 settembre 1993 |
| 8  | Someday Your Prince Will Be in Effect (Part 1 e 2) | Il principe e la cameriera (1 e 2 parte) | 29 ottobre 1990   | 30 settembre 1993 |
| 9  | Someday Your Prince Will Be in Effect (Part 1 e 2) | Il principe e la cameriera (1 e 2 parte) | 29 ottobre 1990   | 1º ottobre 1993   |
| 10 | Kiss My Butler                                     | Ballerino per una notte                  | 5 novembre 1990   | 29 settembre 1993 |
| 11 | Courting Disaster                                  | La palla della discordia                 | 12 novembre 1990  | 2 ottobre 1993    |
| 12 | Talking Turkey                                     | Il tacchino parlante                     | 19 novembre 1990  | 4 ottobre 1993    |
| 13 | Knowledge is Power                                 | Uno sporco ricatto                       | 26 novembre 1990  | 5 ottobre 1993    |
| 14 | Day Damn One                                       | Una serpe in famiglia                    | 3 dicembre 1990   | 22 settembre 1993 |
| 15 | Deck the Halls                                     | Natale in casa Banks                     | 10 dicembre 1990  | 11 dicembre 1993  |
| 16 | The Lucky Charm                                    | Il portafortuna                          | 7 gennaio 1991    | 7 ottobre 1993    |
| 17 | The Ethnic Tip                                     | Lezione di storia                        | 14 gennaio 1991   | 6 ottobre 1993    |
| 18 | The Young and the Restless                         | Vite spericolate                         | 21 gennaio 1991   | 8 ottobre 1993    |
| 19 | It Had to Be You                                   | Incontro fatale                          | 4 febbraio 1991   | 9 ottobre 1993    |
| 20 | Nice Lady                                          | Un accompagnatore perfetto               | 11 febbraio 1991  | 11 ottobre 1993   |
| 21 | Love at First Sight                                | Antipatia reciproca                      | 18 febbraio 1991  | 12 ottobre 1993   |
| 22 | Banks Shot                                         | Gioca bene chi gioca ultimo              | 25 febbraio 1991  | 13 ottobre 1993   |
| 23 | 72 Hours                                           | Scommettiamo che                         | 11 marzo 1991     | 14 ottobre 1993   |
| 24 | Just Infatuation                                   | Regalo di compleanno                     | 29 aprile 1991    | 16 ottobre 1993   |
| 25 | Working It Out                                     | Strategia per una conquista              | 6 maggio 1991     | 15 ottobre 1993   |

## Willy faccia di bronzo
- Titolo originale: The Fresh Prince Project
- Diretto da: Debbie Allen
- Scritto da: Andy Borowitz e Susan Borowitz

### Trama
Will, un ragazzo scapestrato di Philadelphia che vive una vita spericolata, senza badare troppo al suo futuro e alle sue conseguenze, viene mandato dalla madre a vivere a casa della zia di Willy, Vivian, a Bel Air, con la speranza che possa avere un futuro migliore rispetto a quello che avrebbe avuto se fosse rimasto con lei.
Willy, che ubbidisce sempre a sua madre, fa le valigie e si reca a Bel Air, ma, appena arrivato nella lussuosa villa della zia Vivian e dello zio Philip, comincia a comportarsi come al suo solito, da casinista e da provocatore sconvolgendo le abitudini di tutti i componenti della famiglia, a partire dai figli Carlton e Hilary, ma in particolar modo, alla figlia più piccola, Ashley, la quale, colpita dalla sua personalità, inizierà ad imitarne i suoi atteggiamenti da rapper, mandando su tutte le furie lo zio Philip.

## Violino e batterie
- Titolo originale: Bang and Drum, Ashley
- Diretto da: Debbie Allen
- Scritto da: Shannon Gaughan

### Trama
Zio Phil, per rendere Willy "più responsabile", gli ordina di accompagnare Ashley a lezione di violino tutti i giovedì della settimana, ma Willy, dopo aver scoperto che ad Ashley non piace per niente il violino, lo scambia con una batteria a percussione, impegnando il violino e comprando la batteria. Quando zio Phil, torna a casa... scoppierà il finimondo!
- In questo episodio, fa la sua prima apparizione DJ Jazzy Jeff, nel ruolo di Jazz, l'amico di Willy, un po' tonto.

## Colpo di fulmine
- Titolo originale: Clubba Hubba
- Diretto da: Jeff Melman
- Scritto da: Rob Edwards

### Trama
Willy cerca di fare colpo sul padre di una ragazza che gli piace, soprannominato Dottor No perché convinto che nessun ragazzo sia adatto per sua figlia. In realtà, alla ragazza piacciono i tipi duri e violenti, così Willy si ritrova a fingere con entrambi.

## Non toccatemi il maiale
- Titolo originale: Not With My Pig, You Don't
- Diretto da: Jeff Melman
- Scritto da: Lisa Rosenthal

### Trama
I genitori di zio Philip si recano a casa Bank, per far visita al loro figlio e per assistere alla consegna del prestigioso premio che ha vinto. Durante il soggiorno, una giornalista viene a casa Bank per intervistare zio Phil sulla sua vita. Ma zio Philip, vergognandosi molto della sua infanzia di agricoltore, decide di raccontarle una finta storia facendo arrabbiare i suoi genitori, che decidono di non rivolgergli più la parola. A peggiorare la situazione, ci si metterà anche Willy. Il quale, dopo aver udito che la giornalista non pubblicherà più il suo articolo sullo zio poiché lo ritiene troppo banale e monotono, le racconterà tutte le storie imbarazzanti sul passato di Philip, che ha sentito dire dai suoi genitori. Come il maiale, di nome Melvin, a cui era molto affezionato.

## Un forno di cugina
- Titolo originale: Homeboy, Sweet Homeboy
- Diretto da: Jeff Melman
- Scritto da: Samm-Art Williams

### Trama
Willy sente la mancanza della sua città, così sua zia decide di invitare per il weekend "il Secco", il migliore amico di Willy, lasciato a Philadelphia.
Durante il soggiorno però, Secco ed Hilary si innamorano, preoccupando non poco i suoi genitori che tentano di separarli.

## Rei confessi
- Titolo originale: Mistaken Identity
- Diretto da: Jeff Melman
- Scritto da: Susan Borowitz e Andy Borowitz

### Trama
Gli zii di Willy, decidono di trascorrere qualche giorno di vacanza a casa di un collega di lavoro dello zio Philip.
Allettati dal pensiero di trascorrere momenti di svago, Carlton e Willy decidono di raggiungerli offrendosi di portare l'automobile al collega di zio Phil. Durante il tragitto però, vengono fermati dalla polizia che scambiandoli per ladri, li sbatte in prigione. 
Carlton e Willy spaventati, cercheranno invano di convincerli del contrario, ma riusciranno ad uscirne solo dopo l'arrivo dello zio Phil e del suo collega. Carlton si rende conto per la prima volta dei pregiudizi verso le persone di colore.

## Il falso poeta
- Titolo originale: Dof Poet's Society
- Diretto da: Jeff Melman
- Scritto da: John Bowman

### Trama
Willy per corteggiare un gruppo di ragazze, si iscrive ad un corso di poesia. Per far colpo su una ragazza, le racconta di essere amico del famoso poeta "De Laghetto". La ragazza sorpresa, chiede a Willy di invitare De Laghetto al corso. Willy, per non perdere le grazie della ragazza, cerca di convincere il suo fedele e quantomeno bizzarro amico "Jazz", ad impersonare il famoso poeta. 

## Il principe e la cameriera (1)
- Titolo originale: Someday Your Prince Will Be in Effect (1 part)
- Diretto da: Jeff Melman
- Scritto da: Cheryl Gard, Shannon Gaughan e Bennie R. Richburg Jr.

### Trama
Willy e tutta la famiglia Banks, si recano in un centro commerciale per acquistare un vestito per Halloween. Una volta lì, Willy e Carlton, scommettono su chi per primo riuscirà a trovare una ragazza per la serata di Halloween. Tra buffi travestimenti e improbabili incontri, i due si cacceranno in situazioni esilaranti.

## Il principe e la cameriera (2)
- Titolo originale: Someday Your Prince Will Be in Effect (2 part)
- Diretto da: Jeff Melman
- Scritto da: Cheryl Gard, Shannon Gaughan e Bennie R. Richburg Jr.

### Trama
Willy e Carlton si ritrovano a corteggiare però la stessa ragazza, la quale, "stranamente" sceglierà Carlton, anziché Willy. Visibilmente deluso, finirà per invitare una ragazza che serve bevande al bar del centro commerciale.
La festa inizia in casa Banks, e Carlton, al settimo cielo, balla con la sua nuova conquista. In realtà la ragazza è una ladra: viene infatti scoperta da un addetto alla sicurezza a trafugare argenteria e altri oggetti preziosi proprio nel bel mezzo della serata. 
Carlton sconvolto, abbandonerà la festa mentre Willy, felice per la sua rivincita, ballerà per tutta la sera con la sua ragazza.

## Ballerino per una notte
- Titolo originale: Kiss My Butler
- Diretto da: Rita Rogers Blye
- Scritto da: Sandy Frank

### Trama
È il compleanno di Geoffrey, per questo motivo, tutti i membri della famiglia, decidono di fargli un regalo. Visti i semplici ed inutili regali da parte della famiglia, Willy decide per un regalo tutto particolare: gli organizza una serata con la cameriera dei vicini, appena arrivata da Londra. 
Willy però crede che la cameriera sia una signora anziana, e non sa che in realtà si tratta di una bellissima ragazza della sua età.

## La palla della discordia
- Titolo originale: Courting Disaster
- Diretto da: Jeff Melman
- Scritto da: Sandy Frank e Lisa Rosenthal

### Trama
Willy entra nella squadra di basket del liceo, dove gioca anche Carlton. La squadra sino a quel momento è ultima in classifica, ma con l'arrivo di Willy, vince la sua prima partita. Willy diventa ben presto l'idolo della squadra e di tutto il liceo suscitando l'invidia del cugino che entra in contrasto con lui.

## Il tacchino parlante
- Titolo originale: Talking Turkey
- Diretto da: Jeff Melman
- Scritto da: Cheryl Gard

### Trama
Poco prima del Giorno del Ringraziamento, arriva in casa Banks Viola, la mamma di Willy.
Viola ritrova un figlio molto cambiato, per nulla umile e parecchio irrispettoso, soprattutto nei confronti della servitù; un comportamento tipico da figlio ricco e viziato. Decide per cui di parlarne con sua sorella Vivian con la quale avrà un pesante alterco.
Vivian dispiaciuta del litigio, decide di accontentare la sorella garantendole in futuro una educazione più severa, sia con Willy che con i suoi figli. Tra lo stupore dei ragazzi, Vivian ordina loro infatti di preparare il pranzo del Ringraziamento, e di prepararlo con le loro stesse mani: il risultato sarà terribile anche perché, nessuno di loro ha mai cucinato qualcosa.

## Uno sporco ricatto
- Titolo originale: Knowledge is Power
- Diretto da: Jeff Melman
- Scritto da: Cheryl Gard

### Trama
Per colpa della cugina Hillary, Willy finisce in punizione: ella infatti ha spifferato al padre che Willy, non ha rispettato il coprifuoco ed è rincasato alle 3 del mattino. 
Willy infuriato, ma per nulla demoralizzato, decide di indagare sulla vita della cugina, e scopre che Hillary ha abbandonato l'università da più di tre mesi. Estasiato per la scoperta, ricatta Hillary la quale gli promette che farà la sua cameriera personale (per un mese) se manterrà il segreto. Willy accetta. Ma il momento in cui in genitori scoprono il diabolico patto, non tarda ad arrivare.

## Una serpe in famiglia
- Titolo originale: Day Damn One
- Diretto da: Jeff Melman
- Scritto da: Cheryl Gard

### Trama
Durante un pigiama party, Willy decide di raccontare alle amichette di Ashley una storia paurosa, che si rivelerà essere invece la storia del suo arrivo al prestigioso college di Bel-Air. 

## Natale in casa Banks
- Titolo originale: Deck the Halls
- Diretto da: Jeff Melman
- Scritto da: Shannon Gaughan

### Trama
È Natale in casa Banks. Ma Willy, demoralizzato dallo scarso " spirito natalizio " della famiglia, e in particolar modo, della piccola Ashley, decide di riaccendere il loro spirito natalizio addobbando la casa, con numerose decorazioni natalizie. Ma questo, finirà per far arrabbiare i vicini. Tra i quali, c'è anche, il campione del mondo dei pesi massimi Evander Holyfield.

## Il portafortuna
- Titolo originale: The Lucky Charm
- Diretto da: Jeff Melman
- Scritto da: Samm-Art Williams

### Trama
Willy va a giocare a golf con zio Philip e il suo cliente molto superstizioso, Jameson Whitworth. Il quale, dopo un paio di coincidenze, pensa che Will " sia un portafortuna ". E per questo motivo, lo assumerà nella sua azienda, come suo vice. Willy sarà costretto a prendere decisioni importanti per il futuro la sua azienda, preoccupando non poco lo zio Philip.

## Lezione di storia
- Titolo originale: The Ethnic Tip
- Diretto da: Jeff Melman
- Scritto da: Benny Medina e Jeff Pollack

### Trama
Will prende ancora un'insufficienza nel compito di storia, attirando le ire degli zii. Willy si giustifica asserendo che va male in storia perché non ha ancora trovato un argomento con cui possa sentirsi davvero coinvolto, come ad esempio " l'emancipazione nera ". Per questo motivo zia Vivian gli dà una mano ad inserire il programma dell'emancipazione dei neri, nel programma scolastico. Per farlo, si fa assumere “a contratto”, come docente nella classe del nipote e del figlio. Willy e Carlton pensano, che con zia Vivian in cattedra, le lezioni di storia saranno una passeggiata, ma zia Vivian non è di tutt'altro avviso. Le lezioni diventeranno un inferno.

## Vite spericolate
- Titolo originale: The Young and the Restless
- Diretto da: Jeff Melman
- Scritto da: Lisa Rosenthal

### Trama
Nonna Eddy si reca a casa dei Banks per riprendersi dall'influenza. Ma zio Phil, essendo molto preoccupato per la sua salute, non le permette di fare nulla e la fa stare tutto il giorno seduta sul divano a guardare la tv. La vecchina, stanca di essere tratta come una "persona malata", decide di disubbidirgli. Una sera infatti si reca di nascosto ad un concerto rap con Willy, preoccupando zio Phil che appena lo scopre corre subito a riprenderla.

## Incontro fatale
- Titolo originale: It Had To Be You
- Diretto da: Jeff Melman
- Scritto da: Cheryl Gard

### Trama
Jazz chiede a Willy di uscire con sua sorella Janet, che è appena arrivata in città. Willy, però, non è per niente entusiasta, temendo che Janet sia una ragazza sciatta. Janet invece si rivela essere una ragazza bellissima e molto istruita, tutto il contrario di Jazz e decide dunque di uscire con lei. Le paure di Willy alla fine vengono confermate, Janet, nonostante il bell'aspetto, è una maniaca, molto autoritaria. Per questo renderà la vita di Willy un inferno, il quale farà di tutto per togliersela dai piedi.

## Un accompagnatore perfetto
- Titolo originale: Nice Lady
- Diretto da: Jeff Melman
- Scritto da: Sandy Frank

### Trama
Il vecchio datore di lavoro di Geoffrey a Londra, il signor Fowler, e sua figlia, Lady Penelope, si recano a casa Banks per il fine settimana. 
Will si offre di accompagnare Lady Penelope all'Opera. Ma, in cambio, vuole avere il permesso di andare al concerto di Ziggy Marley, in Nevada. Zio Philip accetta, dicendogli che avrà il permesso, solo se si comporterà in maniera responsabile, e se alla signorina Penelope non succederà nulla.
Willy, credendo di avere la vittoria in pugno, accetta. Peccato che Lady Penelope non sia per niente quel tipo di ragazza che pensava. Infatti, dopo aver rubato la sua auto, si reca nel peggior locale della città, dove si mette a ballare con un grosso energumeno. Willy farà di tutto per riaccompagnarla a casa sana e salva.

## Antipatia reciproca
- Titolo originale: Love at First Sight
- Diretto da: Jeff Melman
- Scritto da: Lisa Rosenthal e Samm-Art Williams

### Trama
Zia Vivian invita a cena la sua migliore studentessa, Keyla Samuels, la quale si è trasferita nella sua università dopo aver vinto un'importante borsa di studio.
Willy, innamoratosi al primo sguardo, prova subito a fare colpo su di lei. Ma nonostante un diverbio iniziale i due finiscono per fidanzarsi. E Keyla, infatuata di Willy, si allontana dagli studi preoccupando zia Vivian, che consiglia a Willy di ridurre il tempo che trascorre con lei perché Keyla non può permettersi di rinunciare allo studio. Willy, dopo una indecisione iniziale, finirà per lasciarla mandando Keyla su tutte le furie.

## Gioca bene chi gioca ultimo
- Titolo originale: Banks Shot
- Diretto da: Jeff Melman
- Scritto da: Bennie R. Richburg Jr.

### Trama
Zia Vivian va a Berkeley per una conferenza sulla scuola, lasciando a Hilary la responsabilità della casa, visto che zio Philip deve stare nell'ufficio per lavoro. 
Will, approfittando dell'assenza di entrambi, ruba la macchina degli zii. E nonostante il loro divieto si reca in una sala da biliardo, dove finisce per sfidare il famoso giocatore "la macchietta". Il quale non solo gli vince tutti i suoi soldi, ma anche l'auto degli zii. Zio Philip, appena lo scopre, si reca subito alla sala da biliardo per riprendersi la sua auto. Ma la macchietta, invece di restituirgliela, lo sfida al tavolo da gioco. E zio Philip, nonostante la contrarietà di Willy, accetta la sua sfida.

## Scommettiamo che
- Titolo originale: 72 Hours
- Diretto da: Rae Kraus
- Scritto da: Rob Edwards

### Trama
Willy, credendo Carlton un debole, lo sfida a resistere, per più di 72 ore, nel quartiere di Jazz. Carlton accetta la scommessa e, dopo aver mentito ai suoi genitori, si trasferisce nell'abitazione di Jazz e dei suoi amici, dove ha subito una discussione con uno di loro. Ma nonostante la difficoltà iniziale, riesce ad entrare nelle grazie degli amici di Jazz, i quali lo invitano ad andare con loro al MacArthur Park, il quartiere più pericoloso di tutta la città. Willy, sconvolto, gli ordina di non accettare. Ma Carlton, desideroso di mostrargli il suo coraggio, accetta. Scioccando Willy, che non sa come fare per fermarlo.

## Regalo di compleanno
- Titolo originale: Just Infatuation
- Diretto da: Jeff Melman
- Scritto da: Jeff Pollack e Benny Medina

### Trama
È il giorno del compleanno di Ashley. E Hillary, per farla felice, invita al compleanno di Ashley il suo idolo, ovvero Little T, un noto cantante di 13 anni. Il quale, al termine della festa, invita Ashley ad uscire con lui nel weekend, preoccupando Willy, Carlton e anche Zio Philip. Il quale, temendo che Little T possa provarci con la sua Ashley, ordina a Willy e a Carlton di pedinarli il giorno della loro uscita. Ma appena la piccola Ashley li scopre, si arrabbierà con loro. E non sarà la sola...

## Strategia per una conquista
- Titolo originale: Working It Out
- Diretto da: Rita Rogers Blye
- Scritto da: Shannon Gaughan

### Trama
Hilary ottiene un nuovo lavoro come assistente dell'attrice Marissa Redman, una donna completamente prepotente che non fa altro che dare ordini e criticare chiunque gli sia attorno. Una mattina Willy va a trovare Hilary con Jazz. E Marissa, colpita da Will, ordina a Hillary di convincerlo ad andare con lei, all'apertura di un noto ristorante. Hillary non è per nulla favorevole, ma per non perdere il suo lavoro prega Willy di uscire con lei. Ma lui, dopo la contrarietà iniziale, gli promette che lo farà solo se lei andrà al ristorante con il suo amico Jazz, Il quale è molto depresso, dopo i suoi continui rifiuti. Hillary, non avendo altra scelta, accetta. E così si reca al ristorante con Jazz, mentre Willy con la nota attrice Ms. Redman, dando origine ad una serata molto esplosiva.